# Neoephemera bicolor
Neoephemera bicolor är en dagsländeart som beskrevs av Mcdunnough 1925. Neoephemera bicolor ingår i släktet Neoephemera och familjen Neoephemeridae. Inga underarter finns listade i Catalogue of Life.